# K-Klass
K-Klass é uma banda galesa de house music de Wrexham.

## Discografia

### Álbuns
| Título    | Lançamento | Gravadora      | UK Albums Chart |
| --------- | ---------- | -------------- | --------------- |
| Universal | 1993       | Deconstruction | 73              |
| K2        | 1999       | Parlophone     | -               |

### Compactos
| Título                                 | Ano  | Gravadora                   | UK Singles Chart | U.S. Dance |
| -------------------------------------- | ---- | --------------------------- | ---------------- | ---------- |
| "The Wildlife" EP                      | 1990 | F.R.O. Records              | -                | -          |
| "Rhythm is a Mystery"                  | 1991 | Deconstruction              | 61               | -          |
| "Rhythm is a Mystery" (Re-lançada)     | 1991 | Deconstruction              | 3                | -          |
| "So Right"                             | 1992 | Deconstruction              | 20               | -          |
| "Don't Stop"                           | 1992 | Deconstruction              | 32               | -          |
| "Let Me Show You"                      | 1993 | Deconstruction / Parlophone | 13               | -          |
| "One, Two, Three"                      | 1993 | Deconstruction              | -                | -          |
| "Let Me Show You Love"                 | 1994 | Deconstruction              | -                | -          |
| "What You're Missing"                  | 1994 | Deconstruction              | 24               | -          |
| "Burnin'"                              | 1998 | Parlophone                  | 45               | -          |
| "Live It Up" com vocais de Tubbs       | 1998 | Parlophone                  | -                | -          |
| "Let Me Show You '99"                  | 1999 | -                           | 172              | -          |
| "Baby Wants to Ride"                   | 2002 | Junior London               | -                | -          |
| "Footsteps" com Frances Nero           | 2002 | suSU                        | -                | -          |
| "Talk 2 Me" com Kinane                 | 2002 | suSU                        | -                | 9          |
| "Now You're Gone"                      | 2003 | suSU                        | -                | -          |
| "Dance with Me" featuring Rosie Gaines | 2005 | suSU                        | -                | -          |

### Remixes
| Artista                         | Título                                                                           | Álbum                       |
| ------------------------------- | -------------------------------------------------------------------------------- | --------------------------- |
| Aqua                            | "Bumble Bees" (K-Klass Radio Edit)                                               | Bumble Bees                 |
| Aqua                            | "Bumble Bees" (K-Klass Klassic Klub Mix)                                         | Bumble Bees                 |
| Blondie                         | "Rapture" (K-Klass Radio Edit)                                                   | Beautiful - The Remix Album |
| Blondie                         | "Rapture" (K-Klass Klub Mix)                                                     | Beautiful - The Remix Album |
| Atomic Kitten                   | "Right Now" (K-Klass Phazerphunk Radio Edit)                                     | Right Now                   |
| Cher                            | "All or Nothing" (K-Klass Radio Mix)                                             | Believe                     |
| The Corrs                       | "So Young"(K-Klass Remix)"                                                       | -                           |
| The Corrs                       | "Lifting Me"(K-Klass mix)                                                        | -                           |
| Frou Frou                       | "Must Be Dreaming (K-Klass Ultra Vocal Mix)"                                     | Must Be Dreaming            |
| Geri Halliwell                  | "Lift Me Up" (K-Klass Phazerphunk Edit)                                          | -                           |
| Janet Jackson / Luther Vandross | "The Best Things in Life Are Free" (K-Klass 7")                                  | -                           |
| Janet Jackson / Luther Vandross | "The Best Things in Life Are Free" (K-Klass 12") (CD Version)                    | -                           |
| Janet Jackson / Luther Vandross | "The Best Things in Life Are Free" (K-Klass 12") (Vinyl Version)                 | -                           |
| Kylie Minogue                   | "Where Is the Feeling?" (K-Klass Klub Mix)                                       | Where Is the Feeling?       |
| M People                        | "Love Rendezvous" (K-Klass Klub Mix)                                             | -                           |
| Samantha Mumba                  | "Baby Come on Over" (K-Klass Mix)" (Nominated for a Grammy Award for Best Remix) | -                           |
| New Order                       | "Ruined in a Day" (K Klass Remix)                                                | -                           |
| New Order                       | "World (Price of Love)" (World In Action Mix)                                    | -                           |
| New Order                       | "World (Price of Love)" (Pharmacy Dub)                                           | -                           |
| The Other Two                   | "Tasty Fish" (K-Klass Klub Mix)                                                  | Innocence                   |
| The Other Two                   | "Tasty Fish" (K-Klass Pharmacy Dub)                                              | Innocence                   |
| S Club 7                        | "Bring It All Back" (K-Klass Club mix)                                           | -                           |
| Holly Valance                   | "Naughty Girl" (K-Klass Radio Edit)                                              | -                           |
| Tritonal & Paris Blohm          | "Colors" (K-Klass Remix)                                                         | Colors (Remixes)            |